# Hajk (mytologi)

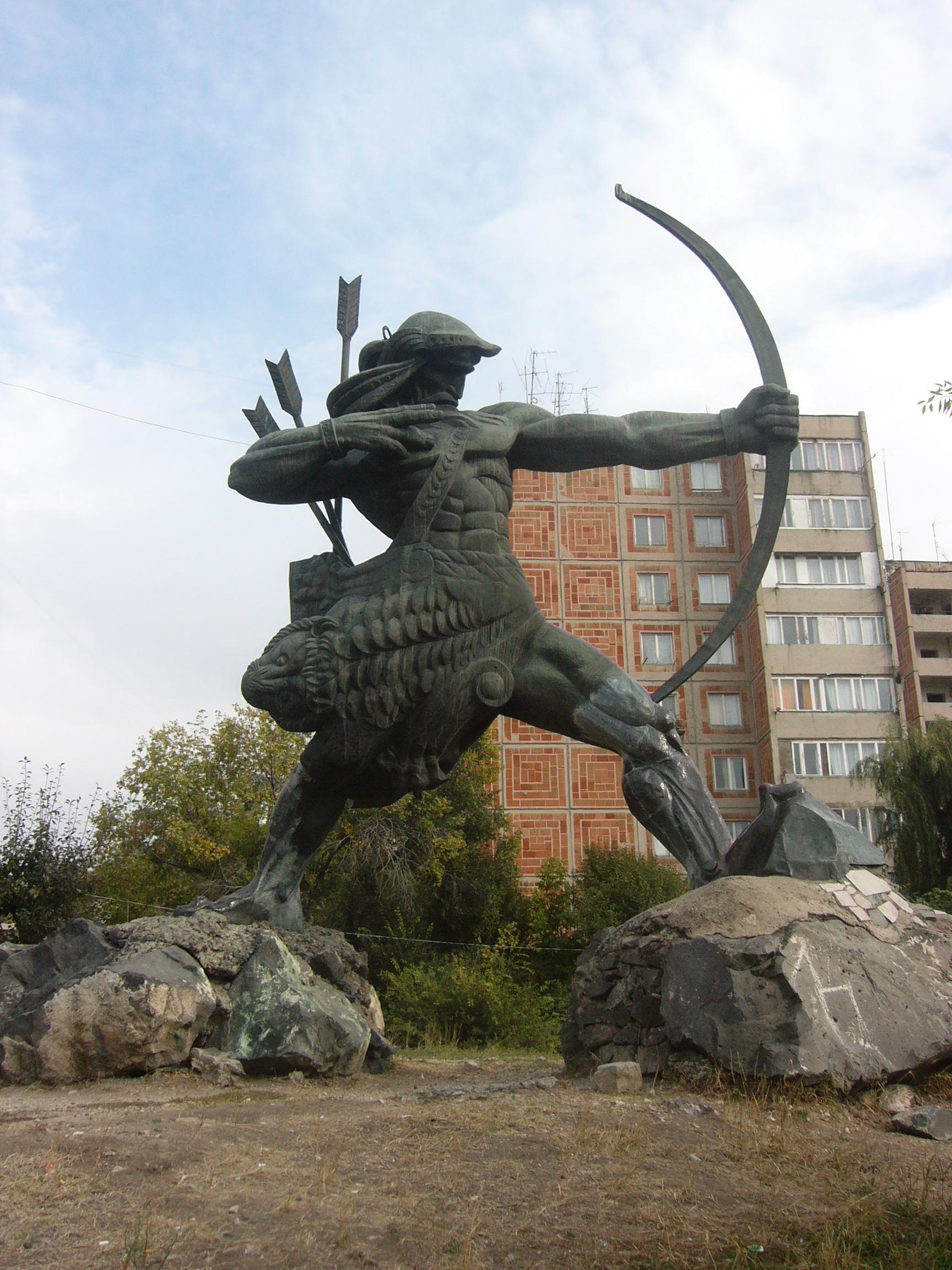
Staty av Hajk i Jerevan.

Hajk (armeniska: Հայկ նահապետ: Najk nahapet: patriarken Najk) är i armenisk mytologi alla armeniers anfader.
Enligt armenisk tro är Hajk en historisk person som härstammar i nedstigande led från Noaks son Jafet.
Hajk hamnade i konflikt med prästerskapet kring guden Bel i Babylon och drog sig därför tillbaka till berget Ararat.